# Чина нутовая
Чина нутовая (лат. Lathyrus cicera) — однолетнее травянистое растение рода Чина (Lathyrus) семейства Бобовые (Fabaceae).

## Ботаническое описание
Однолетнее растение высотой до 15-50 см. Стебли распростёртые, восходящие или прямостоячие, простые или разветвлённые у основания, обычно тонкие, узкокрылые и, как и всё растение, голые.
Листья перистые, состоят из одной, очень редко двух пар листочков. Черешок листа узко-крылатый, 10-15 мм длиной. Нижние листья заканчиваются остью, верхние — простым или разветвлённым усиком. Листочки яйцевидные или линейные, сильно варьируют по длине и могут достигать 9 см в длину и до 5 мм в ширину. Голые или реснитчатые листочки нижних листьев тупые, верхних — заострённые. Остевидные чашелистики примерно такой же длины или длиннее черешков и примерно такой же ширины, как и листочки. Они полуколосовидные, с цельными краями или слегка зубчатые и часто реснитчатые.
Гермафродитные цветки длиной от 5 до 14 мм всегда одиночные на коротких цветоножках в пазухах чешуевидного несущего листа. 5 заострённых долей чашечки, которые почти одинаковы, узкояйцевидные и в 2-3 раза длиннее трубки чашечки. Лепестки кирпично-красного цвета, только лодочка беловатая и слегка пурпурная на кончике. Лопасть немного длиннее крыльев. Пыльники пурпурно-фиолетовые.
Голые стручки длиной от 20 до 35 мм и шириной от 5 до 9 мм, имеют два тонких киля на заднем шве. Каждый стручок содержит от 2 до 6 семян. Семена угловатые.
Период цветения в Северном полушарии — с апреля по июль.
Число хромосом — 2n = 14.
Культивируется редко.

## Распространение
Встречается на Канарских островах, Мадейре, в Южной Европе, Восточной Европе, Северной Африке, а также в Западной и Центральной Азии вплоть до Казахстана и Пакистана. В Центральной Европе встречается только в Швейцарии, где произрастает на известковых полях ассоциации Caucalidion.
В Швейцарии значения экологических показателей согласно Ландольту: индекс влажности F = 2 (умеренно сухой), индекс освещенности L = 4 (яркий), индекс реакции R = 3 (от слабокислой до нейтральной), индекс температуры T = 4+ (тепло-холодно), индекс питательности N = 3 (от умеренно бедных питательными веществами до умеренно богатых питательными веществами), индекс континентальности K = 3 (от субокеанического до субконтинентального).

## Таксономия
Впервые вид был научно описан Карлом Линнеем в 1753 году в Species Plantarum.